# Kulturell appropriering
Kulturell appropriering innebär att en person som tillhör en majoritetskultur anammar särdrag från en minoritetskultur eller kultur med låg status, utan att visa tillräcklig respekt för dem.

## Bakgrund
Uttrycket bygger på det mer allmänna sociologiska begreppet appropriering för att beskriva aspekter av inlärning, men har sammansatt med "kulturell" myntats som något negativt, för anammande av kulturella uttryck eller särdrag, som i sin nya kontext kan kritiseras för vanhelgande, kolonialism, att särdragens ursprungliga betydelse förvrängs eller går förlorade, eller att det sker mot den uttryckliga viljan hos medlemmar av ursprungskulturen. Uttrycket ingick i Språkrådets nyordslista 2015. Språkrådet exemplifierade med att Svenska Dagbladet i april 2015 lyfte fram att New York-designern Donna Karan hade lanserat en ”ramadan-kollektion”, och därefter anklagats för kulturell appropriering. Kombinationen av islam och mode ansågs vara kontroversiell.

## Exempel på kulturell appropriering

### Finland

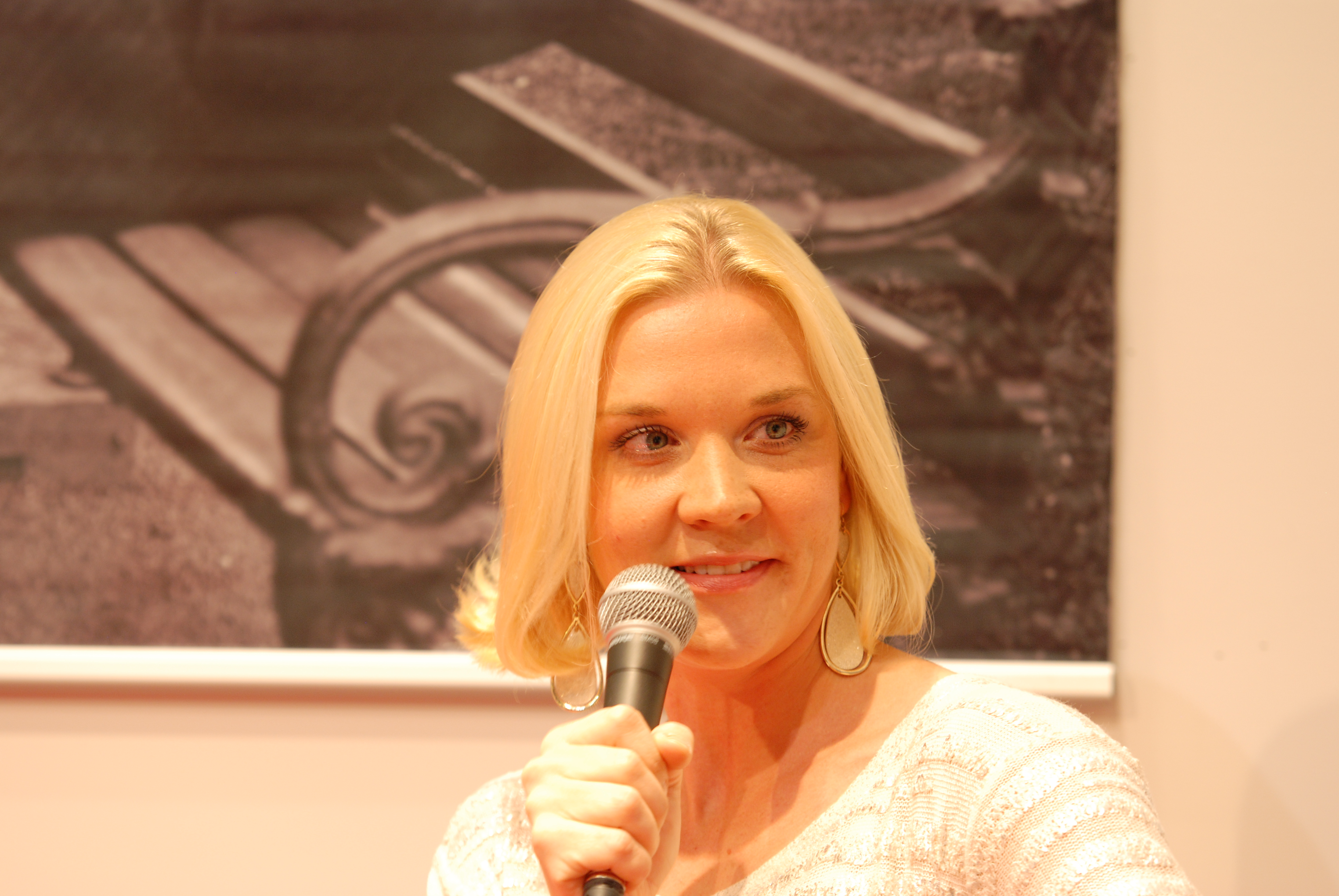
Johanna Holmström.

I Finland kritiserades författaren Johanna Holmström år 2013 för sin roman Asfaltsänglar där recensenten Lidija Praizovic beskrev boken som en icke-trovärdig berättelse om mångkultur. Året innan hade konstmuseet Kiasma fått kritik för sitt köp av konstnären Jenni Hiltunens videoverk The Grind, där en kvinna dansar iförd en oäkta samedräkt.

### Indien
Den indiske författaren och journalisten Sandip Roy kritiserade som ett exempel den brittiska popgruppen Coldplays musikvideo Hymn for the Weekend, inspelad i ett färgrikt, fantasiskildrat Indien, för att sprida en förenklad och förklenad bild av ett land och dess kultur, då videon mest fokuserade på mer traditionella, exotiska miljöer och inslag i stället för att skildra de modernare, västinspirerade indiska delarnas utveckling.

### Sverige
I Sverige har företagen Nordic Native och Jojka Communications AB kritiserats av en samisk bloggare för att använda sig av samiska referenser i sina företagsnamn eller i sin verksamhet. Företagens namn är registrerade hos Bolagsverket. Nordic Native AB använder sig i sin marknadsföring av den samiska väderguden Bieggolmai.

### USA

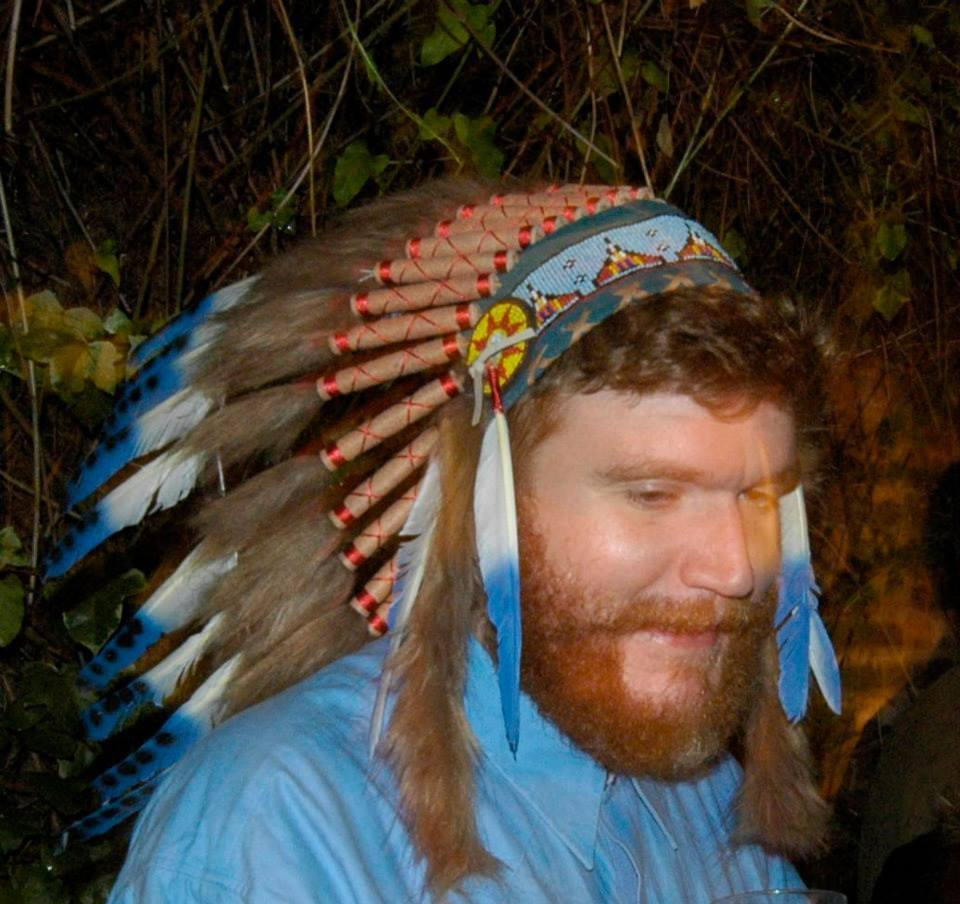
En person som inte tillhör den amerikanska ursprungsbefolkningen iförd en huvudbonad som ursprungsfolken brukar bära brukar ges som exempel på kulturellt appropriering.

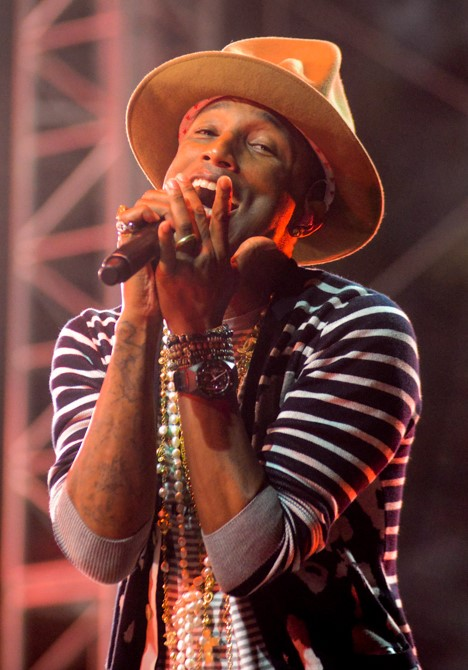
Pharell Williams i en campaign hat. Då han visade sig i en huvudbonad lik sådana som amerikanska ursprungsfolk brukar bära, på omslaget till Elle, blev han anklagad för kulturell appropriering.

Den amerikanske musikern Pharell Williams poserade på bild för Elle iklädd en fjäderkrona som den amerikanska ursprungsbefolkningen brukar bära, vilket ledde till att han kritiserades på Twitter.

### Konst, litteratur, ikonografi och prydnad
Ett vanligt exempel på kulturell approprierng är att anta en annan kulturs ikonografi och använda den för ändamål som är oavsiktlig av, eller till och med kränkande för den  kulturen. Exempel är sportlag som använder amerikanska urbefolkningars stamnamn eller bilder som maskotar; människor som inte kommer från den ursprungliga kulturen som bär smycken eller mode som innehåller religiösa symboler som medicinhjul  eller bära föremål av djup kulturell betydelse och status som måste förtjänas, utan att ha förtjänat rätten. Att skilja denna ikonografi från dess kulturella sammanhang eller att behandla det som kitsch, anses riskera att kränka människor som vördar och vill bevara sina kulturtraditioner
I Australien  har aborigianska konstnärerer diskuterat ett "äkthetsmärke". Rörelsen för en sådan åtgärd tog fart efter 1999 års fällande av John O'Loughlin för att ha sålt målningar som han felaktigt beskrivit som den aboriginska konstnärens Clifford Possum verk.

### Religion och andlighet
Medlemmar av den amerikanska urbefolkningen har kritiserat vad de anser vara kulturell appropriering av deras svetthydde- och visionsrese-ceremonier.  De hävdar att det finns allvarliga säkerhetsrisker när dessa ceremonier genomförs av personer som saknar de många års utbildning och kulturell immersion som krävs för att leda dem på ett säkert sätt och nämner som exempel flera dödsfall och skador under perioden 1996-2009.

### Mode
Kulturell appropriering är kontroversiellt i modeindustrin eftersom det anses att vissa trender kommersialiserar och prissätter det gamla arvet från inhemska kulturer. Det finns debatt om huruvida designers och modehus förstår historien bakom kläderna de tar från olika kulturer och de etiska frågor som ställs då de  använder dessa kulturers immateriella rättigheter utan samtycke, erkännande eller ersättning. Enligt Minh-Ha T. Pham som skriver för The Atlantic, försvaras ofta  anklagelser om kulturell approriering som kulturell uppskattning .